# Прапор ромів
Ромський прапор або прапор ромів (ром. O styago le romengo, або O romano flago) — міжнародний прапор ромського народу. Його схвалили представники різних ромських громад на першому та другому Всесвітніх ромських конгресах (WRC) у 1971 та 1978 роках. Прапор складається з синьо-зеленого біклору, що представляють небо та землю; поверх смуг — 16-спицева червона Дхармачакра, або колесо возу, у центрі. Цей елемент символізує мандрівну традицію ромського народу, а також є даниною поваги прапору Індії, доданому до прапора вченим Віром Раджендрою Ріші. Він замінив ряд племінних емблем і прапорів, деякі з яких мали претензії на походження від стародавніх єгиптян.
Прапор 1971 року стверджував, що відроджує звичайний синьо-зелений двоколір, створений активістом Георге А. Лазаряну-Лазуріке в міжвоєнній Великій Румунії. Цей дизайн був схвалений у 1950-х роках Іонелем Ротару, який також заявив, що він є прапором незалежної території поселення, або «Романістану». Триколірну версію використовували люди, які пережили геноцид, вийшла з ужитку через звинувачення в тому, що вона символізує комунізм. Остаточний варіант Ріші 1978 року з доданим колесом набув популярності в кінці ХХ століття; він особливо пов'язаний з групами, які виступають за транснаціональну єдність ромського народу і борються з його визначенням як «цигани». Прапор пропагували актор Юл Бріннер і скрипаль Єгуді Менухін, а також був прийнятий Флоріном Чоабе, самопроголошеним «королем ромів». Цей дизайн був особливо популярний у Соціалістичній Югославії, яка офіційно його визнанала.
Конгрес WRC ніколи не надав опису прапора, який існує в різних версіях і має багато варіантів, включаючи національні прапори, обтяжені дхармачакрою Ріші. Кілька країн і спільнот офіційно визнали його в 2010-х роках, але його використання ще досі викликає суперечки в різних частинах Європейського Союзу. Варіанти прапора також стали широко вживаються в ромській політичній символіці. Проте всередині наукової спільноти ромський прапор критикували як європоцентричний, а його показ як поверхневе рішення проблем, з якими стикається етнічна група, яку він представляє. Його постійно відкидали різні ромські племена, а також ашкалі та балканські єгиптяни, які утворюють окрему етнічну спільноту.

## Походження
Вчений Костянтин Стоянович зазначає, що ромські підгрупи, такі як ловарі, традиційно використовували набір квазігеральдичних символів: «Кожне плем'я [має] свою власну емблему чи знак, еквівалент прапора. Цей знак складається з маленького шматка дерева. має якісь насічки, або шматок тканини, чи нитки різного кольору, або навіть гілку, відірвану від улюбленого дерева племені, дерева, яке воно вважало своїм власним (на зразок тотема). Воно показано лише в межах територія, яка використовується лише для подорожей певної групи». Роми, як і інші «мандрівні люди» Європи, використовували «прості ієрогліфи» для позначення своїх територій. Історик мистецтва Аманда Васілевскі припускає, що такі практики збереглися в «міжнародному символі сквотерів», який опосередковано базується на «циганських символах або знаках ізгоїв». Письменник-мандрівник Джордж Борров порівняв таємний племінний фольклор, або «циганство», з масонським ритуалом і символікою. Запозичте перелічені намети, молотки, щипці, жерстяні котли, жеребки та кудді як деякі з ромських «знамен і девізів». Гравюра кінця XVIII століття Френсіса Вітлі показує «справжні помешкання англійських циган того часу» поряд із «дивним предметом, підвішеним на стовпі». Це умовно визначено як волокова борона, що свідчить про те, що табір був заселений одним із «ковалів, які виготовляли або ремонтували такі знаряддя». У ромських таборах використання маркерів для тканини поширюється на практику розділення жінок під час менструації та їхнього одягу. Антропологиня Джудіт Окелі припускає, що «рушник, вивішений окремо для висихання на мотузці, стає прапором етнічної чистоти». Особливий прапор (steagu), виготовлений із білого шарфа та червоної стрічки, прив'язаної до вербового прута, з'являється під час фестивалю Курбан, як практикується Бояшами із Гребенаца.
Фольклорист Девід МакРічі, спираючись на етнологічні спостереження Генріха фон Вліслоцького серед угорських ромів, зазначає існування усталеної традиції в Угорському королівстві, де вожді племен, яких часто називають «царями Єгипту/циганами», носили «змія, вигравірувана на срібних ґудзиках їхніх плащів». МакРічі припускає, що три гадюки на щиті в гербі Нанроу, у Королівстві Шотландія, можуть бути пов'язані з Джоном Фаа та шотландськими ромами. У 1860-х роках номінальний нащадок Джона, Естер Фаа Блайт з Кірка Йетгольма, використовував корону з мішури з шотландським будяком.
Кілька джерел XV-го століття повідомляють про існування геральдичних символів, пов'язаних з кочовими «циганськими князями» зі Священної Римської імперії. Одна така особа, на ім'я Пануїл, використовувала коронованого беркут, а інша, Баутма, мала складний герб із ятаганом; обидві особи також використовували гончих як геральдичних тварин, а Пануїл мав бейдж. Епітафія 1498 року в Пфорцгаймі вшановує Фрайграфа «Маленького Єгипту», насправді вождя ромського племені. Його прикріплений герб має зірку та півмісяць у поєднанні з оленем. Інші ранні ромські символи включають червоний прапор, який вживають турецькі роми, організований як еснаф (гільдія) Османської імперії. У Призрені досі зберігається прапор косівських ромів 1849 року. У постосманському Болгарському князівстві існувала також цехова організація — у 1901 р. була створена асоціація болгарських ромських вантажників; також зберігся його прапор. У 1910 році Відін став домом для першої в історії громадської організації ромів (досі описують себе як «єгипетську націю» або «копти»). На ньому було показано, як святий Георгій вбиває крокодила, що, як пояснила група, є символом перемоги християнства над єгипетським язичництвом.
У британських традиціях поєднання жовтого і червоного, або жовто-червоно-чорного, як «циганські». Англійський неромський крикетний клуб під назвою I Zingari («Цигани») був заснований у 1845 році з червоним, жовтим (або золотим) і чорним кольорами. «Найстаріші існуючі клубні кольори у Великій Британії», вони мали контекстне значення, символізуючи «вихід із темряви, через вогонь і до світла». У 1890 році один неназваний член Товариства циганського знання (GLS) припустив, що європейські цигани зазвичай використовують червоний і жовтий як свої відмінні кольори. Він зазначив, що вони повторюються як у ромському народному одязі, так і в комплектах I Zingari, а також ідентифікацію «червоного та жовтого для ромів» в одному англійському вірші. Це ж джерело передає слова «ромського кала в Іспанії», за яким існувало «мовчазне визнання» червоно-жовто-чорного як племінного триколору; у цьому випадку попередні два кольори також повторили іспанський прапор. На той час триколірна схема з'явилася на обкладинці Барровоъ Romany Vocabulary, надрукованої в Лондоні для використання GLS (1889). Макрічі поставив під сумнів це твердження, зазначивши, що в попередніх свідченнях Волтера Сімсона кольори шотландських ромських костюмів зображені як зелені. У звіті 1907 року для GLS Джеймс Йоксалл коротко обговорив, «чому жовтий колір настільки циганський». Йоксалл припустив, що «відмітний відтінок» міг бути нав'язаний «мандрівникам доріг» у середньовіччі, так само, як жовті значки були нав'язані євреям. Пишучи роком пізніше, МакРічі відзначив «циганські кольори Іспанії», використані в монографії Ендрю Маккорміка The Tinkler-Gypsies. Основним джерелом інформації, опублікованої GLS у 1890 році, він назвав «покійного лорда Лілфорда».

В Австро-Угорщині всім циганам неофіційно приписували «герб» із зображенням їжака. Це вперше було використано ерцгерцогом Йозефом Карлом у його трактаті 1886 року «Czigány nyelvtan» (де тварина зображена «з гілочкою в роті»), а пізніше вигравірувано на пам’ятнику Яношу Біхарі на острові Маргіт. Вибір підтвердив учений Еміль Понорі Теврюк (Emil Ponori Thewrewk), який стверджував, що їжак був «спільною емблемою для всіх циган», додаючи: «Цигани з різних країн вирізняються їжаками, які тримають у роті різні шишки або листя (а саме шишки сосни, берези чи листя глоду)». У 1888 році сходознавець Вільгельм Сольф описав «своєрідну організацію циган» у Німецькій імперії . За Солфом, племінні «капітани» німецьких ромів утримували «офіційну печатку, на якій вигравіруваний їжак — звір, який вважається священним для всіх циган»; так само всі групи віддавали перевагу зеленому кольору, який символізує «честь». Існувало три німецькі циганські племена, названі на честь відповідної території: Стара Пруссія, яка мала чорно-білий прапор із зображенням ялини; Нова Пруссія —зелено-біла, з берізкою; і Ганновер — золотисто-блакитно-білий з тутовим деревом. Фольклорист Фрідріх Вільгельм Бреполь зазначив у 1911 році, що «циганські князі» у Швейцарії та інших країнах мали герби, на яких зображено «або їжака, який є улюбленою твариною циган, або сороку — священного птаха циган». Тим часом у постосманському Болгарському князівстві збереглася цехова організація — у 1901 році було створено асоціацію болгарських ромських носіїв; зберігся і його прапор. У 1910 році Відін став домом для першої в історії громадської організації ромів (які все ще називають себе «єгипетською нацією» або «коптами»). На її емблемі зображений святий Георгій, який вбиває крокодила, що, як пояснила група, символізувало перемогу християнства над єгипетським язичництвом.

Рання ромська геральдика
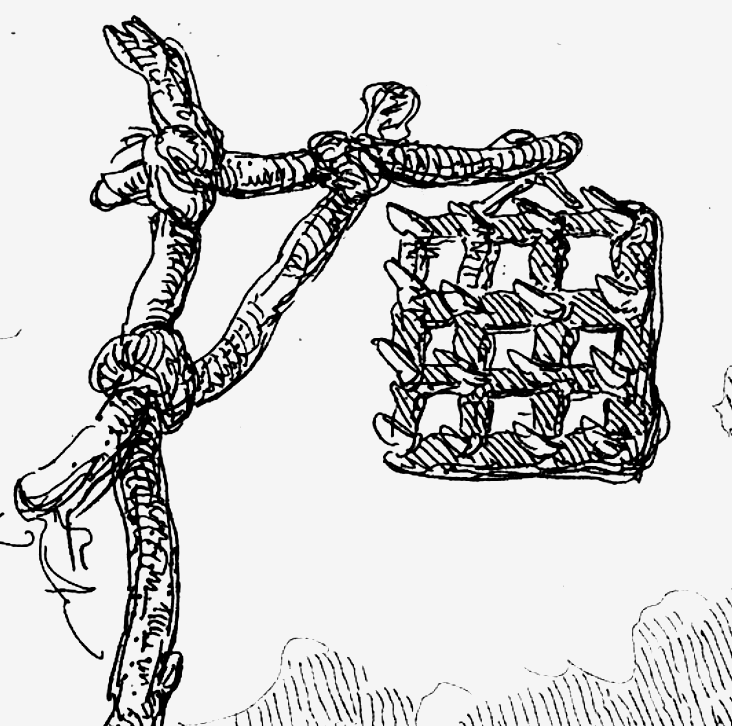
Фрагмент гравюри Френсіса Вітлі, на якому зображено волокнову борону як нібито символ циган
Герб фрейграфа «Малого Єгипту» в гербі Пфорцгейма
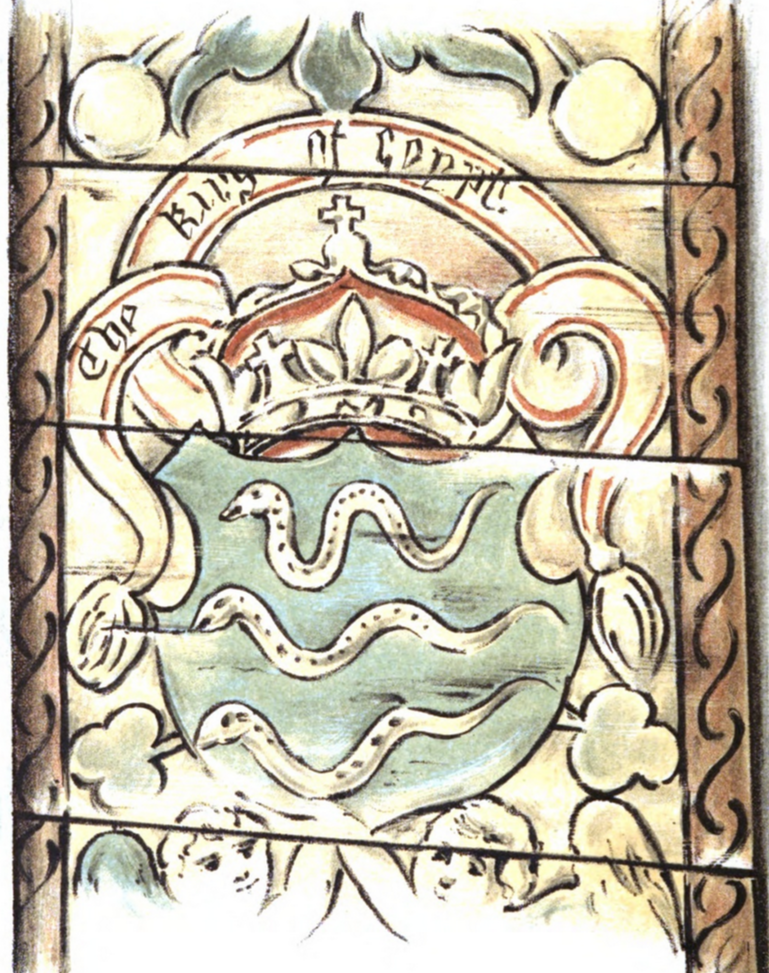
Репродукція герба «Короля Єгипту» Девіда МакРічі в Nunraw
«Циганські кольори Іспанії», як повідомив лорд Лілфорд
Емблема циганського їжака, яку популяризував ерцгерцог Йосиф Карл

## Становлення

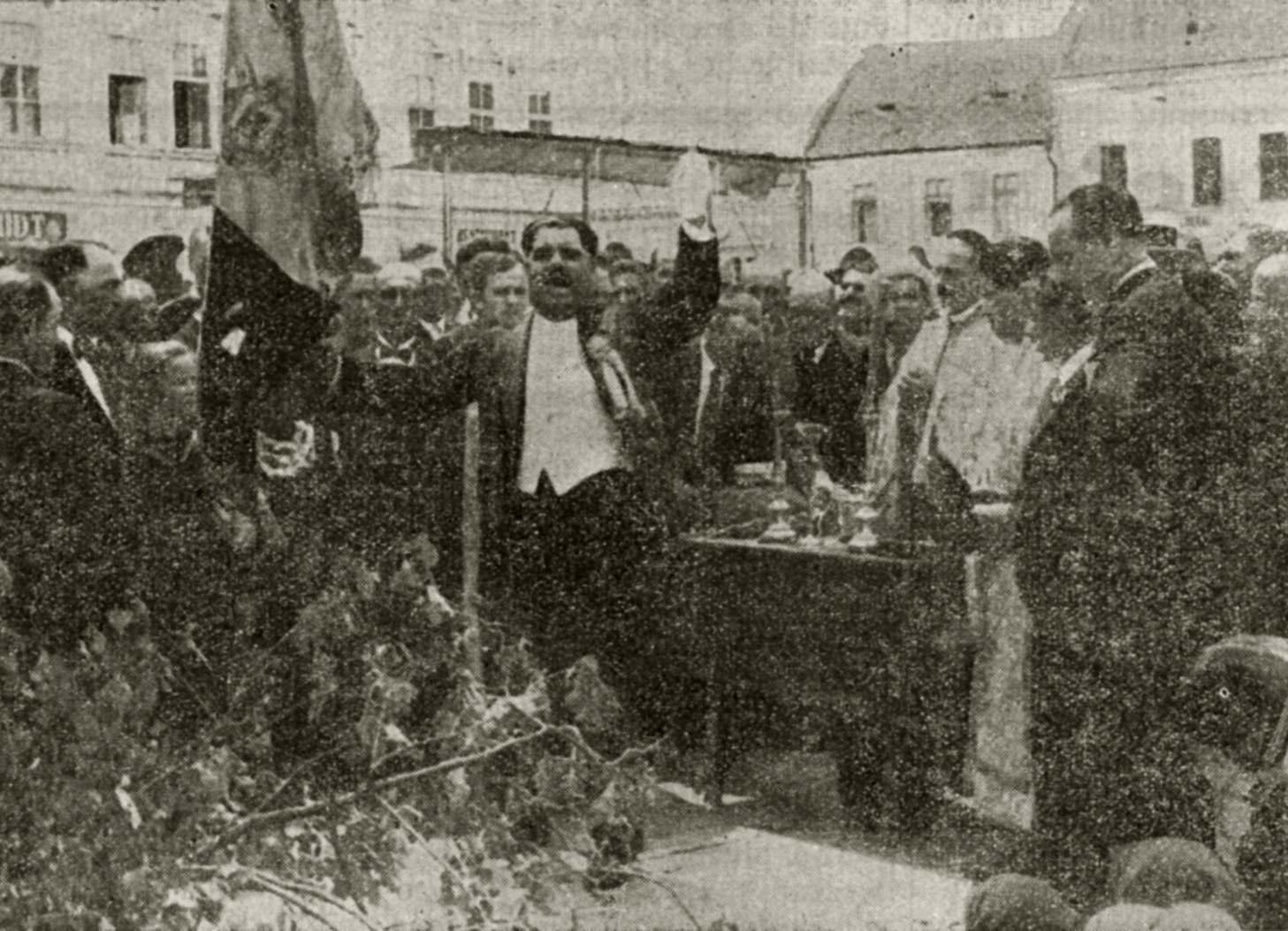
Георге Ніколеску тримає організаційний прапор УГРР під час виступу у Феґераші (червень 1935 р.)

Виникнення ромського націоналізму після Першої світової війни приблизно збіглося з поширенням комунізму та проголошенням Радянського Союзу. Групи, які прийняли обидва ідеали, також відтворювали комуністичний символізм. Одним із перших випадків було Болгарське царство, де ліві роми заснували в 1920 році єгипетське товариство, яке функціонувало як відділення Болгарської комуністичної партії. Ця організація прийняла «винно-червоний прапор». У 1923 році невелика група російських ромів з'явилася на першотравневому параді на Червоній площі, тримаючи прапор із написом: «Циганські робітники всього світу, єднайтеся!». Ромська «Зоря» з'явилася наприкінці 1927 року як радянська. пропагандистський журнал, спрямований на ромську спільноту, і спрямований на їхню повну осілість як пролетарів. Він повторював гасло та публікував ілюстрації, як роми топчуть символи свого кочового способу життя — передусім колесо від воза. На початку 1930-х років сталінська влада передбачала осадження радянських ромів і ассирійців «компактними групами для формування [власних] національних територій» уздовж кордону; план такої політики був розроблений Єврейською автономною областю.
Велика Румунія, як дім значної ромської меншини (включно з колишніми угорськими ромськими громадами в Трансільванії), стала свідком деяких із перших проявів ромського націоналізму. У 1923 році роми Теаки підтвердили своє колективне існування як «нової меншини» «трансільванських циган», прийнявши прапор. Його дизайн не визначений, крім кольорів, а саме «чорний–жовтий–червоний». Серед ранніх румунських ромських організаторів Лазар Нафтанайле, як відомо, носив румунський національний триколор як пояс.
За словами історика Яна Хенкока, нинішній прапор походить від світового ромського прапора, запропонованого наприкінці 1933 року Генеральним союзом ромів Румунії (UGRR) за ініціативою Георге А. Лазаряну-Лезуріке. У цій версії, яка була простим двокошлором, була відсутня чакра. Дослідник Ілона Клімова-Олександр стверджує, що така деталь «не підтверджена ні статутом, ні будь-яким іншим джерелом». Інші історики, у тому числі Олена Марушякова, відзначають «відсутність будь-яких реальних історичних доказів», які б підтвердили розповідь Хенкока, яку вони описують як зразок міфології «націотворення». Соціолог Жан-П'єр Льєжуа описує ромський прапор УГРР як теоретизовану концепцію, а не реальний дизайн. Науковець Вітні Сміт вважає, що двоколор існував, але його дизайнер невідомий. Власна організація Лазурики мала інший, краще засвідчений, прапор, який використовувався для представлення ромської спільноти Румунії. У статуті УГРР він був описаний як обтсяжений прапор Румунії, або «румунські національні кольори». Його символіка поєднувала національний герб із символами ромських племен: «скрипкою, ковадлом, циркулем і кельмою, схрещеними молотком». УГРР також використовувала щонайменше 36 регіональних прапорів, які зазвичай благословляли на публічних церемоніях представники Румунської православної церкви, до якої належав Лазуріке.
У сусідній Польщі кальдераш Матяш Квік утвердився як «королі циган», байдужий до проектів Лазурики. У звіті за лютий 1935 року згадуються різні «циганські знамена», а також пояс і «офіційна печатка», які з'явилися на церемонії, на якій Квік став «лідером циганської нації». Одна історія припускає, що на гербі короля Матяша була зображена корона фараона поряд із трьома символами «мандрівного життя» ромів: молотом, ковадлом і батогом. На похороні короля в 1937 році розвівалися різноманітні сині та червоні прапори з гаслами, що стверджували лояльність Квіка до польського націоналізму. В одному з повідомлень у Journal des Débats описується демонстрація етнічного прапоро «з емблемою династії Квіків» поряд із прапором Польщі. Після сходження Януша Квіка на престол у Варшаві журналісти зазначили, що «Циганське королівство» ще не має жодного власного прапора, а також використовували «різнокольорові прапори». У Болгарському королівстві також панувала регіональна символіка. Єгипетське товариство, засноване лівими ромами і яке функціонує як відділення Болгарської комуністичної партії з 1920 року, використовувало «винно-червоний прапор»; десятиліття потому «магометанські» роми віддали перевагу зірці та півмісяцю як символам ісламу. У Королівстві Югославія роми об'єдналися навколо культу Святої Сари, оскільки Бібія використовував синій прапор, на якому зображені разом Сара та Святий Миколай. Панеллінська культурна асоціація грецьких ромів, що діяла під час режиму Метаксаса, використовувала прапор невизначеного кольору, прикрашений зображенням Святої Софії.
До середини 1930-х років ініціативу використання та визнання міжнародного прапора підхопив новий президент УГРР Георге Ніколеску. У той час він листувався з королем-суперником Квіка, Микітою, який хотів створити ромську державу на Гангу або в Африці. Згідно з одним звітом, на ромському конгресі 1935 року в Бухаресті під головуванням Ніколеску поруч із портретами Адольфа Гітлера та Румунії Михайла I був виставлений «романський прапор». До 1937 року захоплення Ніколеску нацизмом і Національною християнською партією також призвело до використання серед ромів свастики. Незважаючи на такі «союзи ромських активістів із провідними політичними силами», міжнародний прапор 1933 року, якщо він коли-небудь використовувався на тому етапі, практично зник до Другої світової війни; багато європейських ромських племен були знищені під час геноциду ромів. Під час цих трагічних подій багато ромів, щоб уникнути айнзацгруп або депортації, ховалися або заперечували свою етнічність. В одному інциденті, про який повідомлялося в Сімферополі в 1941 році, кримські роми вивісили зелений прапор ісламу, сподіваючись переконати нацистів, що вони татари чи турки.
На початку епохи холодної війни етнічний символізм пережив відродження. Жарко Йованович, який пережив концтабір Ясеновац, записав у різних піснях переживання Голокосту. Один з них, Jeg djesoro ratvalo avilo («День, що став кривавим»), стосується «ромського прапора» (o romanko flako), який підіймається на честь ромської спадкоємності. Діюча в 1945—1948 рр. Об'єднана ромська організація в Болгарії використовувала «червоний [прапор] з двома білими полями та з трикутником посередині». Конкуруюча організація болгарських ромів, названа Екіпе, згадала як державу ромів, так і національний прапор ромів у своєму статуті, хоча він не описаний достатньо детально. У 1946 році Квік, пережив Голокост у криївці, повернувся до нормального життя в Польській Народній Республіці. Він відмовився від своїх претензій на ромський престол, а також від свого мандрівного способу життя, а замість цього попросив визнати його «президентом».
З 1955 року «прапор ромів» представляє ромських паломників до санктуарію Богоматері Лурдської . Вона описана як комета з шістнадцятьма променями на зоряно-блакитному полі з зображеннями Христа та Діви Марії. Більш детально цей предмет пояснюється як «великий прапор ночі, що несе зірку волхвів». Тим часом двоколор з’явився або був повторно використаний у Франції Іонелем Ротару. Румунський ромський біженець і колишній моряк передбачав створення ромської держави, яка тепер називається «Романестан», і показав її прапор журналісту Ніко Росту. Деякі дані свідчать про те, що спочатку він отримав визнання «воєводою» 75 000 ромів в Анкарі в грудні 1958 року. 24 травня 1959 року він коронувався в Енгієн-ле-Бен як «Ваїда Воєвода III», верховний лідер племені урсарів (хоча явно не як «король ромів»), і сформував ядро Міжнародного ромського союзу. Двоколор з’явився в його поясі, подарований йому разом із мечем і намистом. Його хартія повідомляла, що зелений колір означає «землю, вкриту рослинністю» і «світ без кордонів», а синій — замінник «космосу та свободи». Незвично, що горизонтальне відображення пояснювали відносно вертикального флагштока, який представляв «лінію глибини нашого мислення»; було оголошено про прийняття герба, але відкладено на «коли прийде час». 
До 1961 року Ротару відкрито заявив про біколор як державний прапор Романестану; у цьому контексті синій був пояснений як символ свободи. Розташування запропонованої держави постійно змінювалося, від Сомалі або «невеликого безлюдного острова» до району навколо Ліона. Проект був з тривогою зареєстрований французькою розвідкою, яка тримала Ротару під наглядом як можливого комуністичного інфільтратора, що служить східному блоку. Його агенти також вважали, що Вайда не те саме, що Ротару, а скоріше фігурант. Сомалійський план переселення був схвалений багатьма номінальними підданими Ротару, які боялися, що різні національні держави підтримають його в односторонньому порядку, використовуючи це як привід для вигнання ромів з Європи.
Прапор Лазурики та Вайди зіткнувся з конкуренцією із зелено-червоно-блакитної горизонтальної триколором, на якій смуги відповідно представляють траву, вогонь та небо. До 1962 року він став дуже популярним серед ромських громад. Протягом цього періоду посилання на цю символіку пропагувалися франкістською Іспанією як «менш суперечливі», ніж лівий символізм, який схвалювали місцеві роми. Посилання на "республіканський прапор у La Niña de los Peines ' Triana було змінено цензурою на «ромські прапори» (banderitas gitanas). Підозри, що червоний колір триколора, який помітно зображений, символізує комунізм, спонукали деяких активістів рекламувати зелено-блакитний двоколір із червоним полум'ям або колесом замість смуги. Альтернативний прапор Романестану був запропонований у 1966 році турецьким ромом Назімом Ташкентом — на ньому були зображені скрипки, гітари та барабани на рожевому фоні. Через три роки роми, які збиралися в Банне у Валлонії, мали безліч прапорів різних кольорів, на деяких із них було зображено зображення Богоматері бідних, поряд із караванами.

Еволюція ромського прапора
Як повідомляється, запропонований УГРР варіант бл. 1933 рік
Трисмуговий варіант (1960-ті)
Варіант з полум'ям (1960-ті)
Банер GIPSAR (1970)

## Раннє використання
Приблизно в 1970 році Ротару видав ромські «посвідчення особи», які були прикрашені синьо-зеленим кольором. Наприкінці 1960-х років «Міжнародний ромський комітет» під головуванням Ванко Руди підтвердив продовження використання біколора. Група також оголосила в 1968 році, що вона заснує літературну премію Blue Green, названу на честь прапора; активістка Леулеа Руда пояснила, що це «кольори ромського прапора», «кольори свободи та надії, неба та природи». Наступного року лідерр Міжнародний комітет ромів Ротару відвідав зустріч Ради Європи в Страсбурзі. Делегати несли із собою «ромський прапор» синьо-зеленого кольору, хоча їхня версія порушувала попередні прапори, оскільки «розділена не по горизонталі, а по діагоналі».
Варіант із червоним колесом був зрештою обраний як стандартизований дизайн, визнаний Всесвітнім конгресом ромів (WRC). Як повідомляється, біколорний фон був спеціально запропонований Яном Цибулою, який встановив, що його родовід походить від «довоєнного Бухарестського конгресу». Оригінальний конгрес WRC 1971 року, який відбувся в Орпінгтоні, лише підтвердив біколор, хоча вказав, що також можна додати «червоний вогонь», «тонку смугу» або «колесо». Це була компромісна версія, щоб заспокоїти Слободана Берберського та інших комуністичних делегатів, які виступали за додавання червоної зірки. Робота в остаточній формі приписується індійському ромологу Віру Раджендра Ріші. Специфікації також були прийняті на наступних засіданнях WRC, особливо під час другого конгресу 1978 року. Колесо стало не тільки постійною ознакою прапора, але також було явно засноване на чакри Ашока, яка використовується на прапорі Індії. Рішення включити «щось індійське» на прапор загалом було популярним, що частково відображало теорію Ріші, згідно з якою роми були «середньовічної кастою воїнів», подібною до раджпутів. Повідомляється, що цей варіант переміг пропозиції інших учасників, які підтримали «раніші прапори, на яких була зображена ікона коня». Кілька активістів були засмучені втручанням Ріші, відчуваючи, що чакра є зовнішнім символом, і як такий «накинута на них». Як зазначив Сміт, міжнародний прапор не містить детальних характеристик, таких як дизайн або значення кольорів. Оригінальний дизайн WRC описував «колесо воза», яке не дуже нагадувало чакру. Художник Мішель Ван Хамме, який стверджує, що вніс свій внесок у створення прапора колеса, зазначає, що шістнадцять спиць символізували 16 століть кочування.
За словами соціолога Лідії Балог, ромський прапор зберіг індійську символіку, але його можна було прочитати і без нього: «Колесо також може стосуватися вічного кругообігу світу, або його можна трактувати як колесо карети». Одне із складних пояснень отриманої композиції віддають перевагу роми Бразилії. Згідно з цими джерелами, верхня блакитна половина уособлює небеса, а також «свободу і мир», як «фундаментальні ромські цінності»; зелений — це посилання на «природу та маршрути, які досліджують каравани». Червоне колесо — це «життя, безперервність і традиція, дорога, яка пройдена і ще попереду», а спиці нагадують «вогонь, перетворення та постійний рух». За словами етнолога Іона Думініка, прапор означає «Дорогу життя», а червоний колір є натяком на «життєздатність крові». Думініка також пояснює синій як посилання на «Небо-Батько-Бог» та на ідеали «свободи та чистоти, незв'язаного простору»; тоді як зелений — це замінник «Матері-Землі». Балог також зазначає, що дві смуги можна розшифрувати «без будь-яких особливих культурних знань» як небо, що неявно символізує «свободу та трансцендентність», і землю; вона розглядає червоний колір як посилання на кров, що має подвійне значення: «кров є символом життя, з одного боку, і кров, пролита на війнах і руйнуваннях».
Як стверджує соціолог Оана Марку, посилання на «вічний рух» означало, що роми з гордістю прийняли свої кочові традиції, які раніше вважалися «соціально небезпечними». За словами Балога, колесо нагадує стародавнє кочування, а також участь ромів в економічній міграції ХХІ століття по Європі. Подібним чином Думініка пише про символи кочового життя як про благополуччя, оскільки «без можливості пересуватися, роми стануть жертвами бідності». Активіст Хуан де Діос Рамірес Ередіа пояснив це як «колесо, що стоїть на захисті свободи, яка характерна для нашої культури». Однак, щоб вшанувати «постійну та різноманітну» підтримку, яку вона отримала від Соціалістичної Югославії, WRC також прийняла зірку Берберського на неофіційних варіантах, зокрема з посиланням на югославський прапор.

Альтернативний прапор для тих, хто пережив геноцид ромів, який використовувався у форті Мон-Валерієн у 1975 році

Югославія також була піонером офіційного ромського прапора, який був визнаний у складі Соціалістичної Республіки Македонія ще в 1971 (або 1972) році. Це стало кульмінацією зусиль Фаїка Абді, македонського рома. Символ був особливо важливим для гурбетів навколо Скоп'є, які інтегрували його у весільні церемонії а також був популяризований на обкладинках альбомів Жарко Йовановичем. Під час католицького ювілею 1975 року Мануш зібрався в Прімавалле під «блакитним прапором, з коронованою фігурою Богоматері ромів та караваном, увінчаним крихітним триколірним вимпелом». На той час варіант WRC також використовувався для згадки про геноцид 1940-х років, починаючи з церемонії, що відбулася в Нацвайлер-Штрутгофі в червні 1973 року. У цьому пам’ятному контексті, однак, його можна було замінити іншими символами: у квітні 1975 року роми, які пережили Голокост, були представлені у форті Мон-Валер’єн небаченим банером із зображенням сливового або фіолетового трикутника. на білому тлі. Це була наочна підказка до значків нацистських концентраційних таборів, і, за словами журналіста Жана-П’єра Келена, вони були вибрані та розроблені політиком Манушем Дені Пето-Мансо та понесені на поле, незважаючи на зневажливі зауваження членів Національної жандармерії. Сам Пето-Мансо назвав прапор «наспіх зробленим», не вказавши його автора.
Прапор WRC отримав більше уваги в 1979 році, коли ромська делегація у складі Хенкока та Юла Бріннера представила його Організації Об'єднаних Націй. «Невелика організована група ромів з прапором і пов'язками» взяла участь у серпні 1980 року у паломництві до Чорної Мадонни Ченстоховської, що тоді була Польською Народною Республікою. В умовах після WRC він залишався особливо важливим як відмітний символ NGO, які віддають перевагу термінам «рома» та «романи» над екзонімами, такими як «цигани»; прикладом цього є ромський громадський центр у Торонто.

## Поширення і суперечки
Ромський прапор набув посиленого політичного статусу на пізніх етапах холодної війни. Особливо це стосується угорських ромів, які прийняли культурний сепаратизм. У роки, що передували створенням самоуправління ромськими меншини, активісти влаштували показ, як зняли угорські прапори з громадських зібрань, які проходили під прапорами виключно ромів. Прапор WRC був вивішений під час Оксамитової революції в ЧСР, зокрема на мітингу ромських антикомуністів, що відбувся біля парку Летна. Після розпаду Чехословаччини словацькі роми прийняли дизайн WRC із жовтим колесом у поєднанні зі словацьким триколором. Приблизно з 1989 року хорватські роми, представлені «Демократичною партією хорватських ромів», використовували варіант прапора чакри, накладений на шаховницю.
У липні 1992 року скринька з тілом Камарона де ла Ісла, впливового ромського співака Іспанії, була задрапірована нібито «ромським прапором». На ньому було показано колесо візка та карта Каталонії, обидві на зеленому полі. Пізніші каталонські варіанти більш точно нагадують прапор 1978 року, але мають червоне колесо, окреслене жовтим кольором, можливо, щоб нагадувати Сеньєру. Чакроподібна похідна, або «ромський прапор на круглих колесах», також з'являється разом з менорою в руках, наданих єврейському скрипалю Єгуді Менухіну після його створення як британського лорда в 1993 році; за словами музичного критика Марка Сведа, вони є зухвалими символами нонконформізму Менугіна.

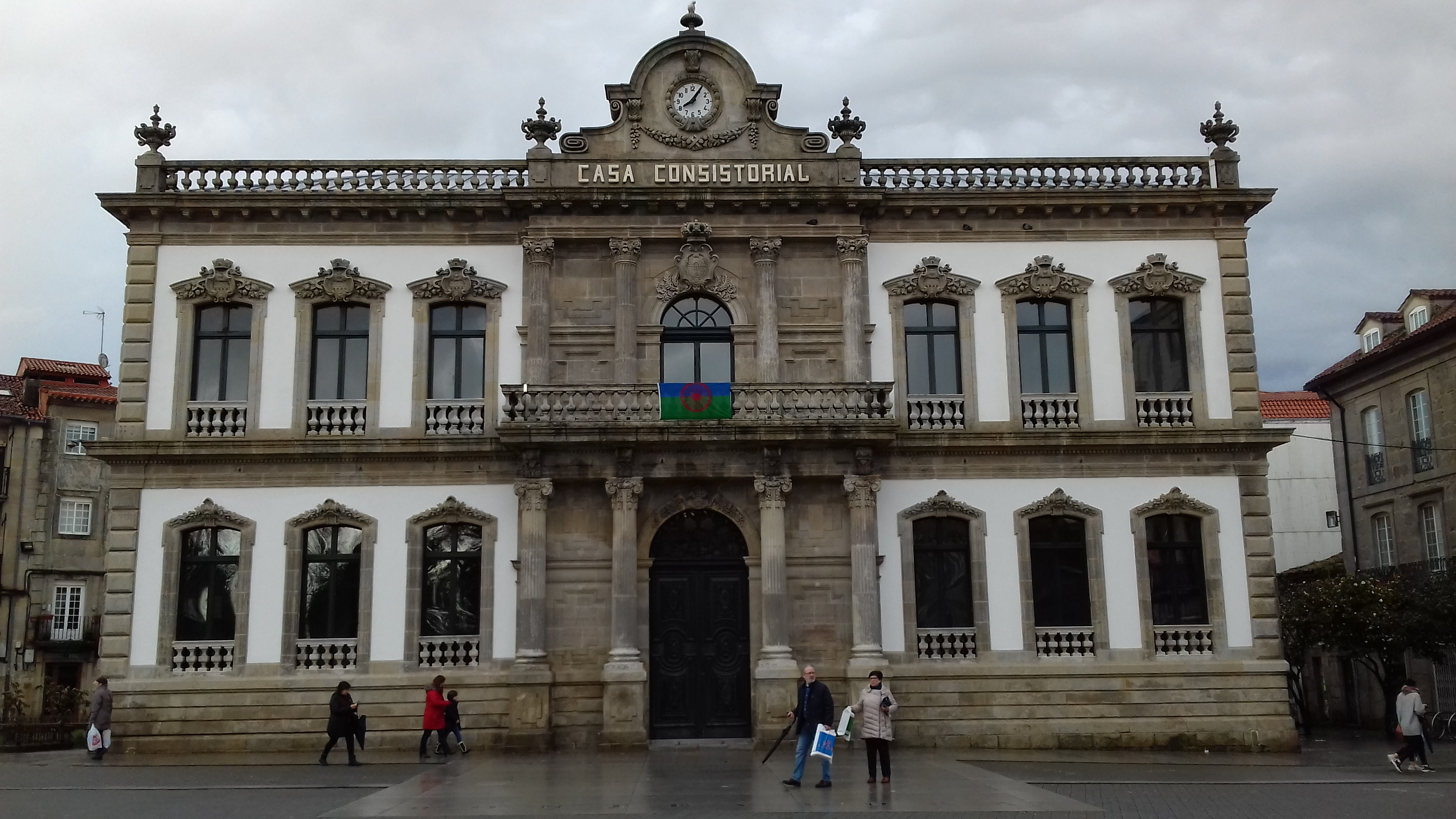
Ромський прапор на Casa Consistorial (муніципальний палац) Понтеведра (квітень 2018 р.)

Прапор був повністю інтегрований у меморіали Голокосту до 1995 року, коли його показали в Меморіалі та музеї Освенцима-Біркенау. Після 2000 року WRC bicolor також отримав визнання з боку інших національних та регіональних урядів. У 2006 році в рамках боротьби з расизмом у Бразилії президент Луїс Інасіу Лула да Сілва заснував «Національний день ромів» (24 травня), під час якого ромський прапор був виставлений в офіційних місцях. Ромська спільнота Іспанії була так само відзначена в різні дати в 2018 році, коли ромський прапор був виставлений, наприклад, міською радою Мадрида та її кореспондентом в Аліканте. У жовтні 2011 року подібна ініціатива в валлійському місті Аберіствіт викликала суперечки після того, як депутат місцевої ради стверджував, що витрати були невиправданими.
Починаючи з 1990-х років, чакри та колеса залишалися головними символами ромської активності в Європі, їх схвалили такі організації, як Romani CRISS, Соціально-політичний рух ромів та Музей ромської культури. Традиційно ромський муніципалітет Шуто Орізарі в Північній Македонії має «барвистий прапор із зображенням ромського колеса — індійської чакри, яка вказує на походження ромів». Колеса з восьми спицями також популярні як варіанти, які використовуються, наприклад, ромами Чоканарі в Молдові. У 2002 році італійський ромський художник Лука Вітоне розробив анархістську версію прапора з червоною чакрою на чорному полі. До 2009 року інші похідні від ромського прапора стали широко використовуватися користувачами Facebook, що самоідентифікуються Манушем або «мандрівником», іноді в поєднанні зі значками, що зображують їжаків та зображення караванів. У Празі в липні 2013 року виникла суперечка, коли художник Томаш Рафа показав гібридні версії ромського та чеського прапорів Цей коментар щодо маргіналізації чеських ромів був сприйнятий як наклеп на національну символіку, і Рафа був оштрафований.
Дослідження 2009 року серед угорських ромів показало, що багато хто визнавав, що прапор є символом ромської нації в цілому. У наступні роки він з'явився під час паломництва ромів-католиків до Помеції, в честь візиту Папи Павла VI у 1965 році у «наметовому містечку». У 2014 році боксер Доменіко Спада, італійський ром, оголосив, що виступатиме під етнічним прапором у своєму матчі проти Марко Антоніо Рубіо. Він оголосив це протестом проти нібито байдужості Італії до його кар'єри. Наприкінці 2018 року символ був помічений як один із прапорів протесту, якими розмахував рух «жовтих жилетів» у Франції. Прапор також користується популярністю у своїй нібито рідній країні, Румунії, де його приватно розвіяв Василе Велку Наздрэван, лідер ромів у Крайові. Він був додатково використаний у Сібіу королем циган Флоріном Сеабою. Повідомляється, що на похоронній церемонії Чоабе в серпні 2013 року було показано чотири прапори: двоколірний WRC, прапор Європи та румунський триколор, а також банери, що представляють королівський ріді Стабор (румунський трибунал).
На додаток до виклику суперечок за індійську символіку, прапор отримав критику за те, що він есенціалістичний щодо складної ідентичності. Як зазначає філософ Девід Кергель, прапор WRC за своєю суттю означає «змагання визначити ромів як націю без землі та асимілювати їх у концепцію національної держави», євроцентричне бачення, яке нехтує, що роми насправді «неоднорідні». Так само антрополог Керол Сільверман зазначає, що біколор і ромський гімн створені за зразком «домінуючих європейських тропів визначення спадщини окремої нації». Інша лінія критики стосується усвідомленої неактуальності прапора WRC. Вже в 1977 році етнограф Жолт Чалог зауважив, що створення прапора було «більшою метою приховати реальні проблеми, ніж вирішити їх». У 2009 році Юд Ніренберг з Європейського центру з прав ромів дорікнув Міжнародному союзу ромів у тому, що він займається переважно просуванням прапора та інших символів ромського націоналізму, а не «розробкою конкретних планів боротьби з дискримінацією чи бідністю».
Кілька альтернатив прапору 1978 року все ще з'являлися серед незгодних ромів або мандрівних груп. В Нідерландах Кока Петало закликав своїх послідовників прийняти триколор жовтого, білого і червоного кольорів, в той час як цигани Естремадури використовують «прапор з горизонтальних білих і зелених смуг» під час свого паломництва у Фрегеналь-де-ла-Сьєрра.Поряд з іншими роськими символами, чакра відкидається ашкалі і балканськими єгиптянами, які використовували два послідовних малюнка для свого власного етнічного прапора. Повідомляється, що цигани Епіру використовують прапор Республіки 1914 року.У звітах 2004 року зазначалося, що ірландські пейві подумували про створення власного прапора, але також і про те, що вони «можуть змоделювати [його] за стандартом ромів, на якому зображено колесо з 16 спицями».У червні 2018 року мандрівники Корка взяли свій власний прапор, на якому зображено колесо візка і відтворені кольори міста — помаранчевий і білий.

Варіанти прапора
Реконструйований прапор ромського народу, у напівофіційному варіанті, визнаному Всесвітнім конгресом ромів 1971 року
Варіант колеса з восьми спицями, використовуваний угорськими ромами
Варіант прапора в румунському повіті Калараш
Старий прапор муніципалітету Шуто Орізарі
Одна з варіацій чеського прапора Томаша Рафи на ромську тематику
Ромський анархістський прапор